# WWE Stomping Grounds
Stomping Grounds a fost un eveniment pay-per-view produs de WWE. Evenimentul a avut loc pe data de 23 iunie 2019 la Tacoma Dome din Tacoma, Washington.

## Evenimente

### 2019
Stomping Grounds 2019 a avut loc pe data de 23 iunie 2019, evenimentul fiind gazduit de Tacoma Dome
din Tacoma, Washington, Statele Unite.
- Kick-Off: Drew Gulak i-a învins pe Tony Nese (c) și Akira Tozawa câștigând titlul WWE Cruiserweight Championship (11:20)[1]
  - Gulak l-a numărat pe Tozawa după un «Torture Rack Neckbreaker».
- Becky Lynch a învins-o pe Lacey Evans păstrându-și titlul Raw Women's Championship (11:30)[2]
  - Lynch a făcut-o pe Evans să cedeze cu un «Dis-Arm-Her».
- Kevin Owens și Sami Zayn i-au învins pe The New Day (Big E & Xavier Woods) (11:05)[3]
  - Owens l-a numărat pe Woods după un «Stunner».
- Ricochet l-a învins pe învins pe Samoa Joe (c) câștigând titlul WWE United States Championship (12:25)[4]
  - Ricochet l-a numărat pe Joe după un «630° Senton».
- Daniel Bryan și Rowan i-a învins pe Heavy Machinery (Otis & Tucker) păstrându-și titlurile SmackDown Tag Team Championship (14:25)[5]
  - Bryan l-a numărat pe Tucker cu un «Small Package».
- Bayley a învins-o pe Alexa Bliss (însoțită de Nikki Cross) păstrându-și titlul SmackDown Women's Championship (10:35)[6]
  - Bayley a numărat-o pe Bliss după un «Bayley-to-Belly».
- Roman Reigns l-a învins pe Drew McIntyre (însoțit de Shane McMahon) (17:20)[7]
  - Reigns l-a numărat pe McIntyre după un «Spear».
- Kofi Kingston l-a învins pe Dolph Ziggler într-un Steel Cage Match păstrându-și titlul WWE Championship (20:00)[8]
  - Kingston a câștigat lupta după ce a scăpat din cușcă.
- Seth Rollins l-a învins pe Baron Corbin într-un No Disqualification, No Countout Match (cu Lacey Evans arbitru special) păstrându-și titlul WWE Universal Championship (18:25)[9]
  - Rollins l-a numărat pe Corbin după un «Curb Stomp».
  - În timpul meciului, Lynch a intervenit în favoarea lui Rollins atacând-o pe Evans.
  - După luptă, Rollins și Lynch au sărbătorit în ring.